# Marcell Jankovics
Dans le nom hongrois Jankovics Marcell, le nom de famille précède le prénom, mais cet article utilise l’ordre habituel en français Marcell Jankovics, où le prénom précède le nom.
Marcell Jankovics, né le 21 octobre 1941 à Budapest et mort le 29 mai 2021 dans la même ville, est un réalisateur de films d'animation hongrois.

## Biographie
Marcell Jankovics est né à Budapest en Hongrie. À partir de 1955, il fréquente l'école secondaire de l'abbaye bénédictine de Pannonhalma. Il a commencé à travailler pour le studio Pannónia en 1960.

## Filmographie
- 1967 : Tendenciar (court métrage)
- 1969 : Hídavatás (court métrage)
- 1970 : Mélyvíz (court métrage)
- 1971 : Mással beszélnek (court métrage)
- 1973 : János vitéz
- 1974 : Sisyphe (Sisyphus) (court métrage)
- 1977 : La Lutte (Küzdök) (court métrage)
- 1978 : Le Roi Kacor (Kacor király)
- 1981 : Le Fils de la jument blanche (Fehérlófia)
- 1986 : Mondák a magyar történelemböl (série télé)
- 1992 : Prometheus
- 2002 : Une chanson sur le pays des merveilles (Ének a Csodaszarvasról)
- 2011 : La tragédie de l'homme (Az ember tragédiája)

## Récompenses et distinctions
- Prix Béla Balázs 1974.
- Festival de Cannes 1977 : Palme d'or du court métrage pour La Lutte (Küzdök).
- 27e cérémonie des Annie Awards en 1999 : Winsor McCay Award.
- Biennale d'animation de Bratislava 2010 : Prix Klingsor.